# Tre Boston
Jayestin Tre'von Boston (Fort Myers, 25 giugno 1992) è un giocatore di football americano statunitense che gioca nel ruolo di safety per i Carolina Panthers della National Football League (NFL). Fu scelto nel corso del quarto giro (128º assoluto) del Draft NFL 2014. Al college giocò a football all'Università della Carolina del Nord a Chapel Hill.

## Carriera professionistica

### Carolina Panthers
Boston fu scelto nel corso del quarto giro del Draft 2014 dai Carolina Panthers. Debuttò come professionista subentrando nella settimana 6 contro i Cincinnati Bengals. La prima gara come titolare la disputò nel nono turno contro i New Orleans Saints, facendo registrare 7 tackle. Nell'ultima gara dell'anno ritornò un intercetto su Matt Ryan dei Falcons in touchdown, contribuendo alla vittoria che valse il titolo di division per i Panthers. Sette giorni dopo partecipò alla prima vittoria della franchigia nei playoff dal 2005 contro gli Arizona Cardinals, intercettando un altro passaggio di Ryan Lindley che in precedenza era stato deviato dal compagno Luke Kuechly.
Nella stagione 2015, Boston disputò per la prima volta tutte le 16 partita, di cui solamente una però titolare, chiudendo con 29 tackle. Nella finale di conference contro i Cardinals intercettò un passaggio di Carson Palmer, contribuendo alla vittoria per 49-15 che qualificò la squadra per il Super Bowl 50.

### Arizona Cardinals
Nel 2018 Boston passò agli Arizona Cardinals.

### Carolina Panthers
Nel 2019 Boston firmò per fare ritorno ai Panthers. Il 17 marzo 2020 firmò un rinnovo contrattuale triennale del valore di 18 milioni di dollari.

## Palmarès

### Franchigia
- National Football Conference Championship: 1

Carolina Panthers: 2015

## Statistiche
| Partite             | 27 |
| Partite da titolare | 6  |
| Tackle              | 55 |
| Sack                | 0  |
| Intercetti          | 1  |

Statistiche aggiornate alla stagione 2015